# Кирово (Орловская область)
Ки́рово — село в Сосковском районе Орловской области России. Входит в состав Кировского сельского поселения.

## География
Село находится на расстоянии 9 км юго-востоку от села Сосково, административного центра района, и 55 км к юго-западу от города Орёл, административного центра области.

### Часовой пояс
Село Кирово, как и вся Орловская область, находится в часовой зоне МСК (московское время). Смещение применяемого времени относительно UTC составляет +3:00.

## Население
| 2002 | 2010 |
| ---- | ---- |
| 221  | ↘179 |

### Национальный состав
Согласно результатам переписи 2002 года, в национальной структуре населения русские составляли 98 % из 221 чел.

## Улицы
- ул. Заречная,
- ул. Новая,
- ул. Школьная.